# Simone de' Prodenzani
Simone de' Prodenzani (conocido también como Simone de Prudenzani, Orvieto, 1351 - 1433/1438) fue un poeta italiano conocido por sus relatos en forma de sonetos y baladas.

## Biografía
Prodenzani era descendiente de una familia noble francesa del provenzal que se trasladó a Umbría en el siglo XIII, estableciéndose en la ciudad de Prodo (de la que proviene su nombre familiar). Prodenzani ocupó importantes cargos públicos en Orvieto.

### Obras
Sus dos obras más importantes son Il Sollazzo, que contiene una serie de cuentos populares e historias cortas, y Il Saporetto, que alude a las costumbres burguesas, como conciertos y banquetes, que rodea al personaje principal Sollazzo, tomado del trabajo anterior. Las descripciones de los conciertos y de las piezas interpretadas en ellos son particularmente detallados, por lo que han suministrado información a musicólogos sobre la práctica y el conocimiento del repertorio de la música del Trecento. Entre los compositores mencionados específicamente están Jacopo da Bologna, Bartolino da Padova, Francesco il Cieco, Johannes Ciconia y Antonio Zacara da Teramo.
Il Sollazzo e Il Saporetto fueron por primera vez publicadas en ediciones modernas en 1913 por Santorre Debenedetti y luego reeditado varias veces desde fines de la década de 1990. Además se editaron obras poéticas y en prosa en 2003.